# Eremomyces bilateralis
Eremomyces bilateralis är en svampart som beskrevs av Malloch & Cain 1971. Eremomyces bilateralis ingår i släktet Eremomyces och familjen Eremomycetaceae.   Inga underarter finns listade i Catalogue of Life.